# Valérie Pécresse
Pour les articles homonymes, voir Pécresse.
Valérie Pécresse , née Roux le 14 juillet 1967 à Neuilly-sur-Seine (Hauts-de-Seine), est une femme politique française.
Ancienne élève de HEC et de l'ENA, elle est membre du Conseil d'État de 1992 à 2015.
Elle enseigne à l'Institut d'études politiques de Paris de 1992 à 1998 (maître de conférences en droit public).
Conseillère du président de la République Jacques Chirac de 1997 à 2002 puis députée de l'Union pour un mouvement populaire (UMP) dans la deuxième circonscription des Yvelines en 2002. Elle est réélue en 2007, mais ne siège pas en raison de son entrée au premier gouvernement François Fillon, sous la présidence de Nicolas Sarkozy.
Ministre de l'Enseignement supérieur et de la Recherche de 2007 à 2011, elle mène la réforme de l'autonomie des universités. Elle est ensuite ministre du Budget, des Comptes publics et de la Réforme de l'État et porte-parole du troisième gouvernement François Fillon de 2011 à 2012.
En décembre 2015, elle est élue présidente du conseil régional d'Île-de-France, succédant au socialiste Jean-Paul Huchon. En janvier 2016, elle abandonne son mandat de députée, qu'elle avait retrouvé en 2012.
Elle fonde le mouvement Soyons libres en 2017 et quitte le parti Les Républicains (LR) en 2019.
Réélue en 2021 à la tête de la région Île-de-France, elle adhère à nouveau à LR et devient la première femme candidate du parti à une élection présidentielle lors de celle de 2022, l'emportant au second tour d'une primaire interne face à Éric Ciotti.
À l'issue du premier tour, elle se classe à la cinquième position et obtient 4,78 % des suffrages exprimés. Elle réalise ainsi le score le plus bas de l’histoire du parti à une élection présidentielle et, ce score étant inférieur à 5%, ne peut prétendre au remboursement par l’État de sa campagne.

## Situation personnelle

### Naissance et famille
Valérie Anne Émilie Roux naît le 14 juillet 1967 à Neuilly-sur-Seine. Elle est la fille de Dominique Roux, universitaire et ancien président de la société Bolloré Telecom au sein du groupe Bolloré, et de Catherine Bertagna,. Son grand-père maternel Louis Bertagna, psychiatre, catholique et résistant, hébergea le journal Témoignage chrétien, paru clandestinement pendant l'Occupation, et soigna plus tard l'anorexie de Laurence, fille de Jacques Chirac.
Elle épouse le 6 août 1994 Jérôme Pécresse, qui deviendra directeur général adjoint d'Imerys, puis vice-président exécutif d’Alstom et président d'Alstom Renewable Power. De cette union, naissent trois enfants,. Elle est élevée dans le catholicisme.

### Scolarité et études
Elle étudie à l'école privée Sainte-Marie de Neuilly. À 15 ans, elle se perfectionne en russe à Yalta, dans un camp d’été des jeunesses communistes. Elle obtient son baccalauréat à 16 ans,. Elle étudie ensuite le japonais, qu'elle perfectionne à Tokyo en vendant des caméscopes et des liqueurs.
Passée par les classes préparatoires économiques et commerciales au lycée privé Sainte-Geneviève à Versailles, elle intègre l'École des hautes études commerciales de Paris (HEC Paris), dont elle sort diplômée en 1988. Elle se présente pour entrer en classe préparatoire aux concours de la haute fonction publique à l'Institut d'études politiques de Paris, où Richard Descoings est membre de son jury, et à celle de l'université Paris-Dauphine. Elle rejoint cette dernière et intègre l'École nationale d'administration (ENA).
Valérie Pécresse sort classée 2e de la promotion Condorcet (1990-1992),. En 1991, elle fait partie des élèves qui occupent un amphithéâtre de l'école pour protester contre la décision de transférer l'ENA à Strasbourg. La même année, alors qu'elle effectue son stage de l'ENA à Moscou, elle rencontre Sergueï Jirnov, un officier espion du KGB qui se fait passer pour un journaliste,. Pendant sa scolarité à l'ENA, elle effectue aussi un stage ouvrier chez William Saurin.
Elle intègre la promotion 2002 des Young Leaders de la French-American Foundation-France,.

### Carrière au Conseil d'État
De 1992 à 1998, elle enseigne le droit constitutionnel à l'Institut d'études politiques de Paris.
À sa sortie de l'ENA, elle entre au Conseil d’État. Auditrice en 1992, elle est promue maître des requêtes en 1993. De 1993 à 1998, elle est conseillère juridique auprès du chef du service juridique et technologie de l'information. Parallèlement de 1995 à 1998, elle est commissaire du gouvernement auprès de la section du contentieux du Conseil d’État et secrétaire générale du conseil supérieur de l'Agence France-Presse (AFP). Elle démissionne du Conseil d’État en novembre 2015 et explique ce choix en se disant « contre le cumul et à 100 % dans les régionales ». Elle est radiée des cadres le 4 novembre.

### Patrimoine
Le couple Pécresse étant marié sous le régime de la communauté des biens, c'est le patrimoine du couple qui est estimé. Il correspond à un ensemble de propriétés estimé « aux alentours de 6,5 millions d’euros » et à un portefeuille de valeurs mobilières « pour près de 5 millions d’euros ». Selon d'autres sources, le patrimoine propre de Valérie Pécresse s'élève à 9,7 millions d'euros.

## Parcours politique

### Débuts
L'élection présidentielle de 1981 de François Mitterrand suscite de vives discussions au sein de sa famille. À l'âge de 14 ans, elle va devant le Panthéon pour le soutenir le jour de son investiture.
Au printemps 1998, un an après les élections législatives de 1997, Jacques Chirac la recrute, alors qu’elle a aussi été sollicitée par l’équipe de Lionel Jospin. Elle devient ainsi chargée de mission pour les études, la prospective et la société de l'information, son domaine de compétence au Conseil d'État, à la présidence de la République française, dont elle devient conseillère technique de 2000 à 2002, date de son premier mandat d'élue. Jacques Chirac avait nommé un an avant elle son père Dominique Roux au collège de l'Autorité de régulation des télécoms.

### Députée des Yvelines
En 2002, Pierre Bédier et Henri Cuq lui proposent d'être candidate, sous l'étiquette UMP, à la succession et avec l'accord de Franck Borotra, député chiraquien sortant de la deuxième circonscription des Yvelines. Elle élimine au premier tour l'ancien général Philippe Morillon (UDF), puis est élue à 35 ans députée, avec 65,1 % des voix exprimées face à la candidate radicale de gauche, Anne Nègre, un score dans la fourchette de ceux du prédécesseur Franck Borotra, 67 % en 1993 et 60 % en 1997.
À l'Assemblée nationale, elle est d’abord rapporteure du budget des prisons et de la protection judiciaire de la jeunesse, puis elle devient une spécialiste des questions familiales — elle est rapporteure de la mission d'information sur la famille, s'implique fortement dans la réforme du divorce et contre les violences faites aux femmes —, des questions scolaires, universitaires et de recherche. Elle est membre de la commission des lois puis de la commission des affaires sociales et culturelles.
Dès novembre 2002, Valérie Pécresse est parallèlement secrétaire générale adjointe de l'UMP, chargée des études et du centre d'études politiques. L'ex-Premier ministre Alain Juppé déclare alors à son propos : « Elle a vocation à entrer dans un gouvernement ». Elle est ensuite porte-parole nationale de l'UMP avec Luc Chatel.
En mars 2004, elle est aussi élue conseillère régionale d'Île-de-France sur la liste conduite par Jean-François Copé.
En juillet 2006, le Premier ministre, Dominique de Villepin, la charge d'un rapport sur la conciliation vie familiale-vie professionnelle. Directrice de la revue de l'UMP Les débats de l'Union, adversaire du Front national, elle défend, en août 2006, dans un entretien publié par le quotidien Le Monde, l'idée d'une « société métissée fière et énergique ».

### Ministre de l'Enseignement supérieur et de la Recherche

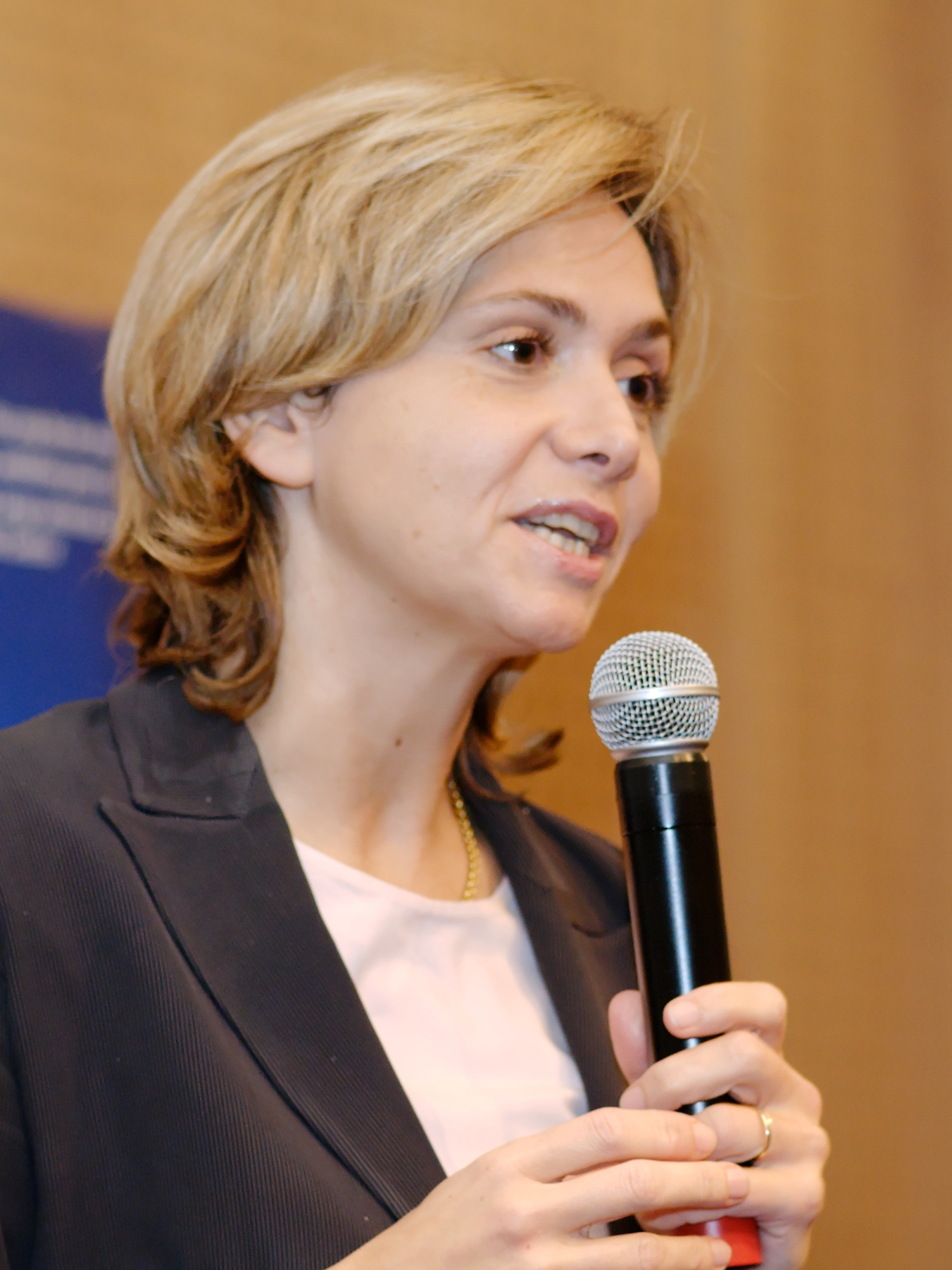
Valérie Pécresse à la Maison de la Mutualité à Paris en 2007.

Le 18 mai 2007, à la suite de la victoire de Nicolas Sarkozy à l'élection présidentielle, Valérie Pécresse est nommée ministre de l'Enseignement supérieur et de la Recherche dans le premier gouvernement François Fillon.
Elle conserve son poste dans le deuxième gouvernement François Fillon, formé après les élections législatives de juin 2007, lors desquelles elle est réélue députée dans sa circonscription, dès le premier tour, avec 54,80 % des suffrages exprimés.
Au gouvernement, elle fait voter, dès 2007, la loi sur l'autonomie des universités (loi LRU), soutenue par la Conférence des présidents d'université, mais contestée par une partie des universitaires et par des étudiants. Cette réforme est dès lors présentée par la droite comme l'une des principales réussites du mandat de Nicolas Sarkozy. Elle met en place son plan de réforme du CNRS. Elle annonce en janvier 2008 un « plan Campus » doté de cinq milliards d’euros, lui aussi contesté, qui doit faire émerger en France dix pôles universitaires d'excellence de niveau international. Elle apporte également son soutien au projet de cluster technologique Paris-Saclay, qui constitue l'un des volets du Grand Paris.

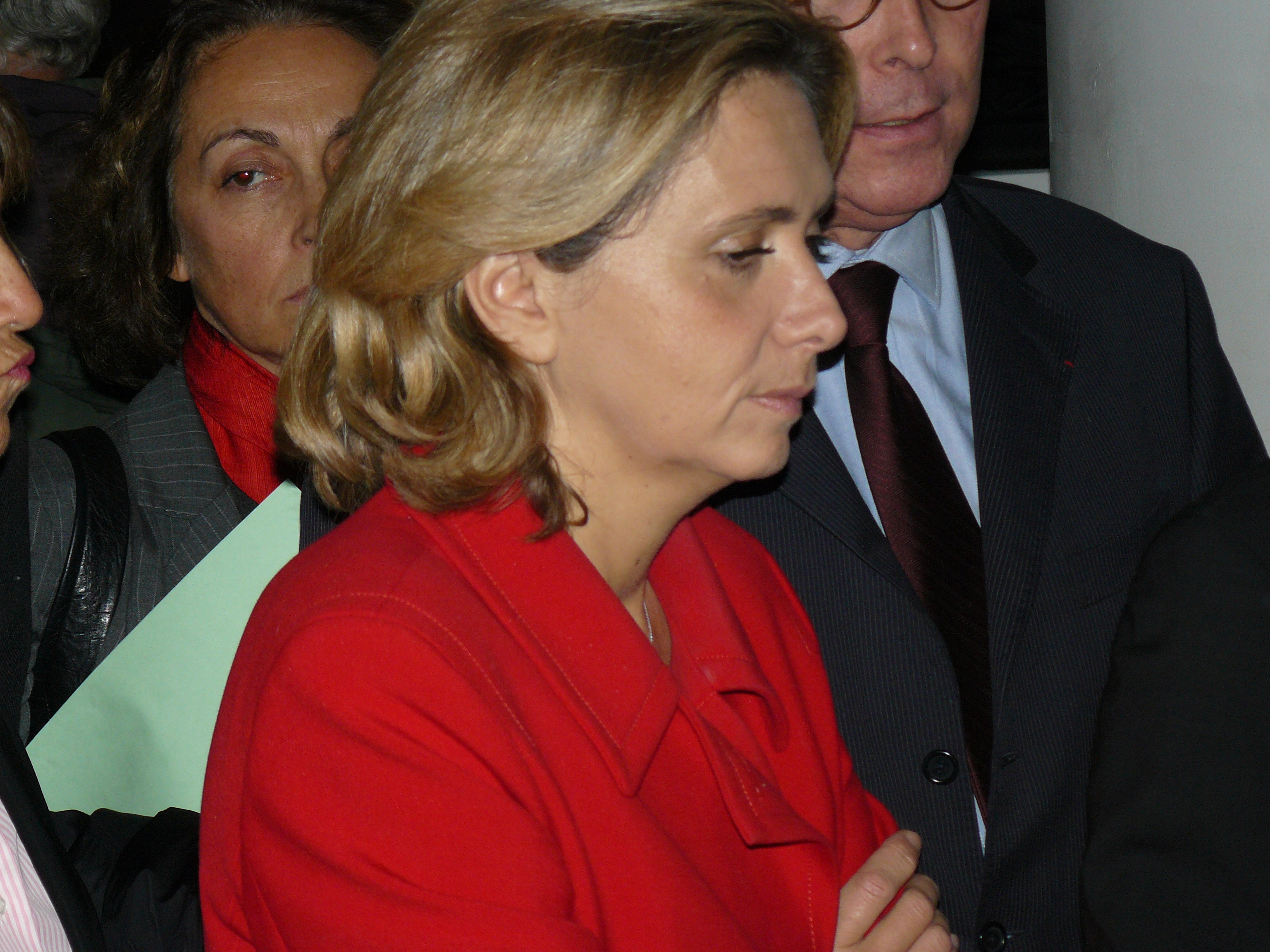
Valérie Pécresse, lors d'une visite du musée du Quai Branly, en novembre 2008.

En 2008, à l'occasion de la conférence internationale organisée à Kuala Lumpur par le Programme des Nations unies pour l'environnement (PNUE), elle défend et participe à la création du groupe intergouvernemental d'experts sur la biodiversité, Intergovernmental Science-Policy Platform on Biodiversity and Ecosystem Services (IPBES). Elle défend également la cause environnementale en 2010, quand elle prend la défense des climatologues contre le climato-sceptique Claude Allègre, après que ceux-ci l'eurent interpellée collectivement. En réponse à cet appel, elle charge l'Académie des sciences d'organiser un grand débat scientifique autour du réchauffement climatique.

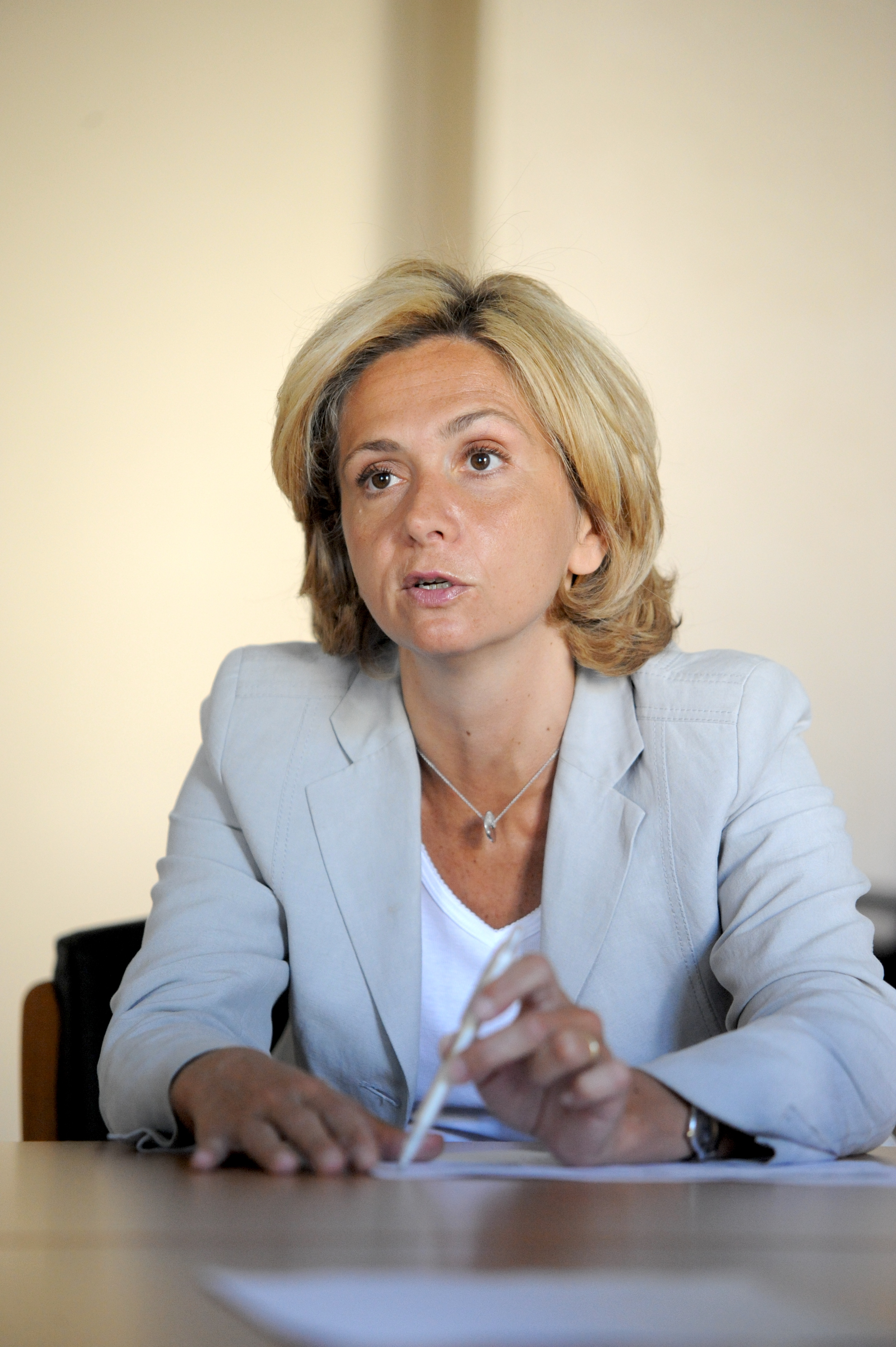
Valérie Pécresse, Ministre de l'Enseignement Supérieur et de la Recherche, le 2 juin 2009 à Paris.

Début 2009, son projet de décret de réforme du statut des enseignants-chercheurs suscite à nouveau un mouvement de protestation. Le 10 juin 2009, elle devient présidente de la fédération UMP des Yvelines en remplacement de Gérard Larcher. Proche de Pierre Bédier et d'Henri Cuq, elle soutient la candidature d'Alain Schmitz à la tête du conseil général des Yvelines malgré le soutien de Nicolas Sarkozy à Christine Boutin.

### Conseillère régionale d’Île-de-France

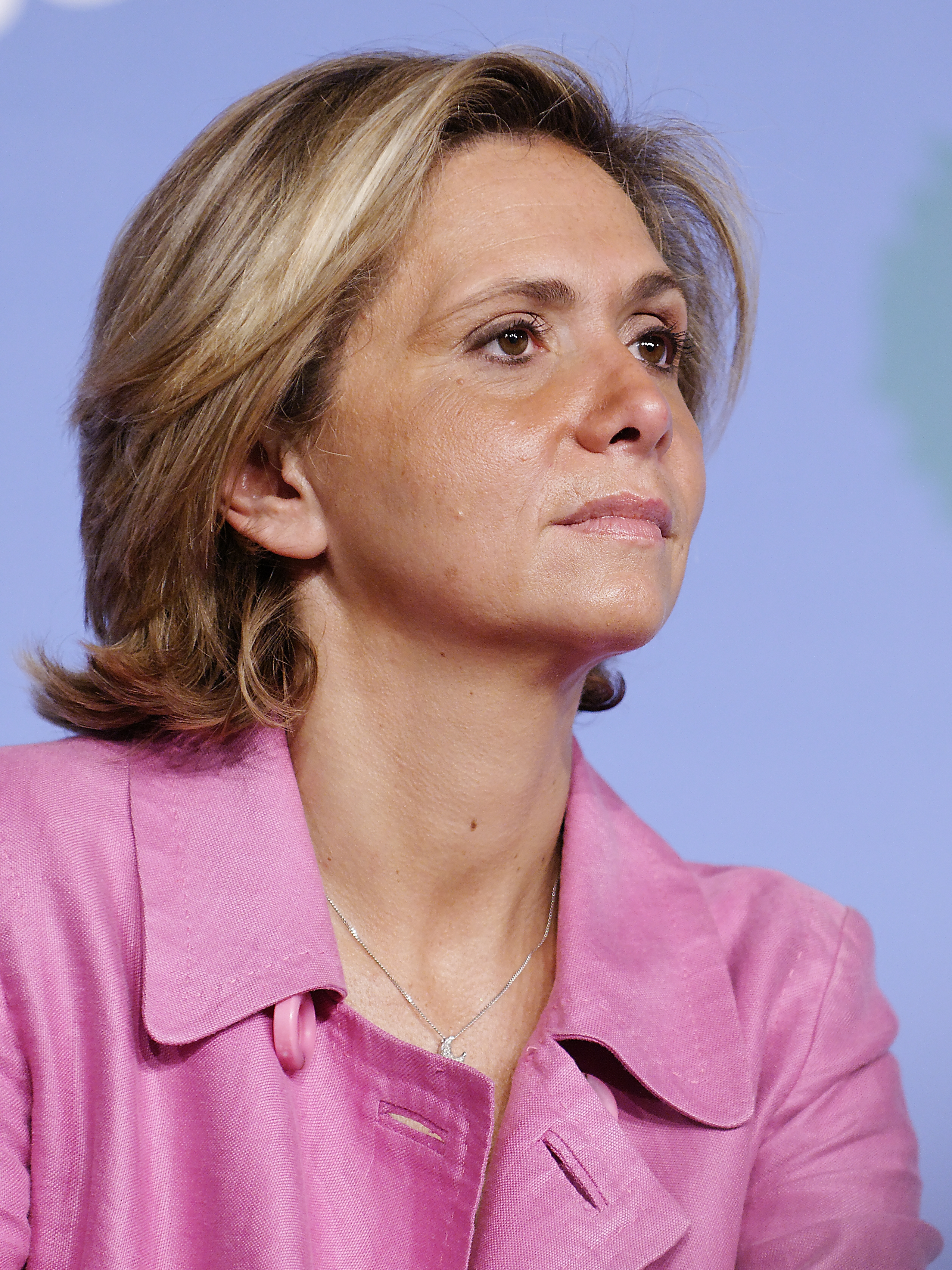
Valérie Pécresse lors du lancement la campagne des élections régionales de 2010 en Île-de-France du parti UMP à Paris.

Elle remporte la primaire UMP pour les élections régionales de 2010 en Île-de-France, le 22 mars 2009, avec 59,9 % des suffrages, contre le secrétaire d'État aux Relations avec le Parlement, Roger Karoutchi. La liste qu'elle mène est devancée au second tour par celle du socialiste Jean-Paul Huchon, qui recueille 56,69 %.
Dans les Yvelines, où elle se présente, sa liste obtient 50,54 % des voix. Le 22 mars 2010, elle est élue présidente du groupe de la Majorité présidentielle au conseil régional d'Île-de-France, succédant à Roger Karoutchi.
Elle conserve ses attributions ministérielles dans le troisième gouvernement Fillon, formé le 14 novembre 2010.
En 2010, elle crée un think tank de débats d’idées, qui veut incarner une droite réformatrice, Le Labo des idées. Cette entité émet plusieurs propositions, comme la baisse des dépenses publiques de 20 milliards d’euros, la réforme de la formation professionnelle ou le passage à une société numérique.
Valérie Pécresse est également secrétaire générale de l'Association des élus régionaux de France (AERF), fondée en 2010. En mai 2014, dans le cadre de ces fonctions, elle adresse au premier gouvernement Manuel Valls un « ultimatum » concernant le projet de réforme territoriale, au nom de 250 conseillers régionaux de la droite et du centre. Considérant que l'objectif de la réforme est de permettre au gouvernement d'éviter une nouvelle défaite électorale, elle estime alors que « si cette réforme n'est pas adoptée d'ici juillet, nous exigerons que les élections régionales se tiennent d'ici juin 2015 ».
En décembre 2014, elle cosigne une tribune dans le Huffington Post avec plusieurs élus de l'opposition francilienne (Nathalie Kosciusko-Morizet, François Fillon, Patrick Devedjian) pour dénoncer la mise en place du passe Navigo unique à 70 euros,, qu'elle qualifie de « cadeau empoisonné », car, selon elle, ce projet n’est pas financé. Elle explique d'ailleurs que si elle est élue présidente de la région en 2015, elle présentera la facture de cette mesure au Premier ministre, Manuel Valls,. Elle confie également vouloir maintenir le passe Navigo unique en cas d'élection, « mais sans augmenter les impôts. Je ne le remettrai pas en cause parce qu’il n’est pas question de jouer avec le pouvoir d’achat des Franciliens », explique-t-elle. Afin de lutter contre la fraude dans les transports publics, dont le coût est estimé à 500 millions d'euros par an, elle cosigne en mai 2015, avec Xavier Bertrand, Christian Estrosi, Marc Le Fur et Laurent Wauquiez un projet de loi présenté à l'Assemblée nationale, qui propose de rendre obligatoire « le port d'un titre d'identité […] pour tous les voyageurs ».

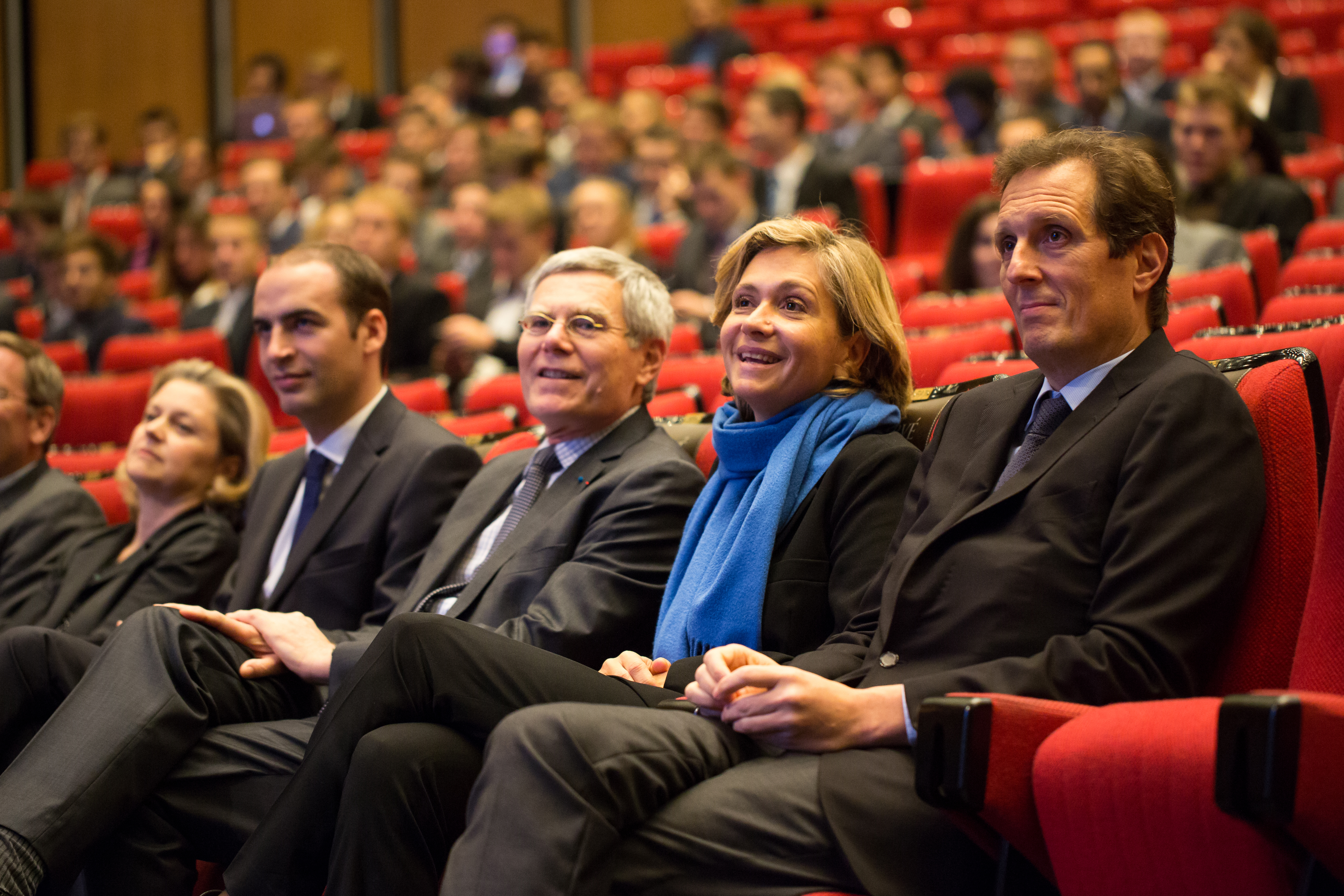
Valérie Pécresse en tant que députée des Yvelines à une conférence à l'université Polytech Paris Saclay en 2015.

Elle se déclare candidate pour les élections régionales de 2015 en septembre 2014 mais sa candidature semble contestée en interne, les députés David Douillet et Henri Guaino souhaitant eux aussi être candidats au poste de président de la région Île-de-France. Elle est officiellement désignée candidate de l'UMP à l'unanimité de la commission nationale d'investiture du parti le 5 janvier 2015. Son investiture est définitivement validée par un vote du Conseil national de l'UMP réuni en congrès le 7 février 2015. Elle est par ailleurs tête de liste départementale dans les Yvelines.
En janvier 2015, à l'occasion de sa cérémonie de vœux, elle parvient à réunir autour d'elle Nicolas Sarkozy et François Fillon. Elle annonce alors qu'elle compte se consacrer à la région en cas d'élection, en refusant tout éventuel poste ministériel et en abandonnant son mandat de député.
Le même mois, elle crée le Club des maires reconstructeurs, réunis avec l'objectif de faire obstacle à l'architecture résidentielle contemporaine qu'ils fustigent sans détours. Valérie Pécresse fédère autour d'elle des maires d'Île-de-France proposant des alternatives d'inspiration haussmannienne, promettant à l'avenir « davantage de balcons », « une vraie mixité sociale synonyme de bien-être », des constructions « de grande qualité environnementale » et se fixant de « préserver les zones pavillonnaires ».
Sa liste remporte l'élection régionale de 2015 en Île-de-France.

### Ministre du Budget et porte-parole du gouvernement
Le 29 juin 2011, à la suite de la nomination de Christine Lagarde à la tête du FMI, Valérie Pécresse est nommée ministre du Budget, des Comptes publics et de la Réforme de l'État, elle devient la première femme à occuper cette fonction, en remplaçant François Baroin, nommé ministre de l'Économie. Elle devient également porte-parole du gouvernement, fonction qui était également occupée par François Baroin. C'est Laurent Wauquiez qui lui succède au poste de ministre de l'Enseignement supérieur et de la Recherche, qu'elle a occupé pendant quatre ans.

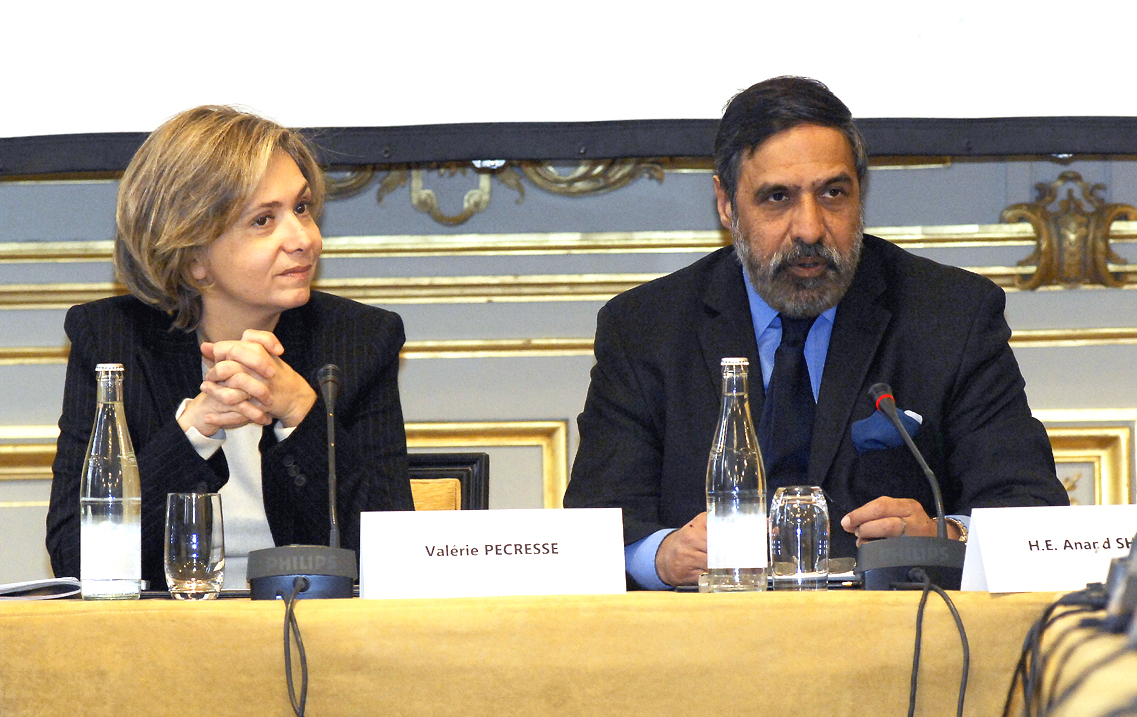
Valérie Pécresse en tant que ministre du Budget avec Anand Sharma ministre du Commerce et de l'Industrie de l'Inde en 2012.

Elle doit notamment faire face à la crise de la dette dans la zone euro. Elle défend le projet de réforme de la TVA anti-délocalisation pour baisser le coût du travail et améliorer la compétitivité des entreprises.
En novembre 2011 à Bercy, faisant le bilan de la révision générale des politiques publiques, elle évalue à 150 000 postes, le nombre de postes supprimés dans la fonction publique d'État, soit une économie de 15 milliards d'euros sur cinq ans. Il s'agit en fait d'une projection puisque les chiffres officiels sont de 9,5 milliards d'euros entre 2008 et 2011 inclus. Les analyses indépendantes de la Cour des comptes, de l'Assemblée nationale et du Sénat, mettent chacune en doute ces chiffres, faute de transparence,. Lors d'une audition à l'Assemblée nationale le 23 avril 2014, Didier Migaud, premier président de la Cour des comptes et président du Haut Conseil des finances publiques, expliquait que depuis vingt ans, « le meilleur résultat en matière de maîtrise de la dépense publique a été obtenu en 2011 ».

### Retour à l'Assemblée nationale
Elle est réélue députée lors des élections législatives de 2012. Lors du congrès de l’UMP de novembre 2012, qui voit s'organiser l’élection d’un président pour le parti, elle figure sur le ticket de François Fillon pour occuper le poste de secrétaire générale. Ce dernier est néanmoins battu par Jean-François Copé et le poste est attribué à la députée Michèle Tabarot. Néanmoins, après la contestation du scrutin et la crise qui s’ensuit au sein du parti, un accord est trouvé en janvier 2013 ; Valérie Pécresse devient alors secrétaire générale déléguée de l’UMP.
À la suite de l'annonce du gouvernement de son nouveau projet de métropole du Grand Paris, elle s'oppose à cette réforme. Sur le fond (découpage territorial aléatoire, politique des transports peu ambitieuse), comme sur la forme (une réforme « votée à la hussarde », au profit de calculs électoralistes, selon elle), elle estime que cette proposition n'est pas à la hauteur de l'idée du Grand Paris qu'elle défend depuis plusieurs années.
Le 27 mai 2014, à la suite de l'affaire Bygmalion, elle propose la démission collective de la direction collégiale et se prononce très vite pour la publication des comptes. Elle demande à l'UMP de retrouver « le chemin de la probité ». Dans le cadre de cette affaire, elle demande à l'UMP de porter plainte, estimant que c'est l'UMP et ses militants qui sont victimes.

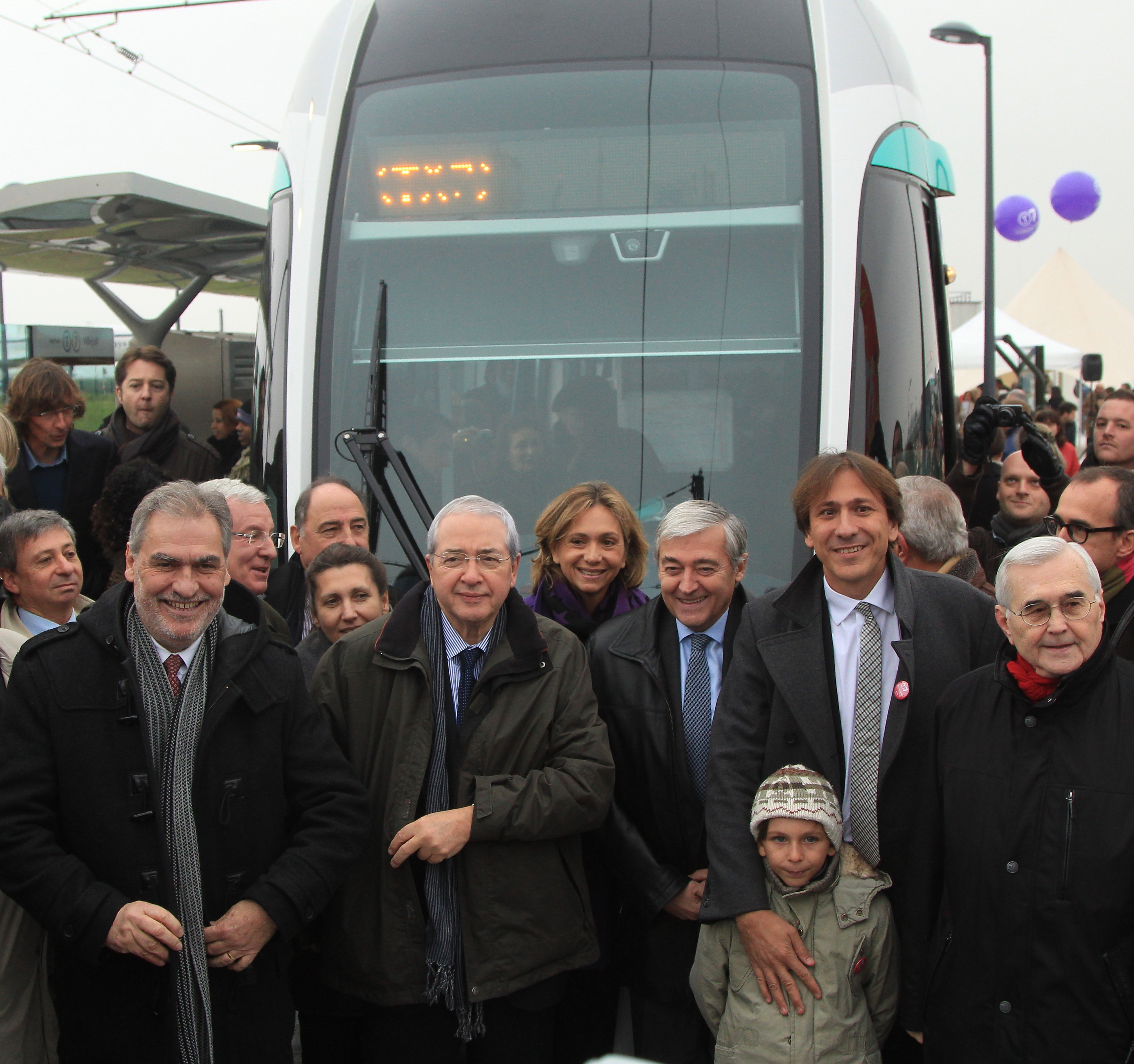
Valérie Pécresse avec d'autres élus locaux lors de l'inauguration de la ligne de tramway T7 en 2013

En 2014, elle est à l'origine d'un groupe d'étude sur les chrétiens d'Orient à l'Assemblée nationale. Elle cosigne, en juillet 2014, avec 58 autres députés, une lettre ouverte à François Hollande pour que la France prenne une initiative diplomatique à l'ONU en faveur des chrétiens d'Orient ; elle publie également le mois suivant « Nous sommes tous des chrétiens d'orient », une tribune, dans Valeurs actuelles où elle soutient cette communauté. En septembre 2014, elle se rend en Irak avec une délégation de députés UMP, dont François Fillon, afin de traiter « avec les autorités kurdes et les autorités religieuses chrétiennes de la situation sécuritaire et des secours qui doivent être apportés par la communauté internationale à quelque 200 000 chrétiens réfugiés au Kurdistan qui survivent dans des conditions extrêmement difficiles »,. Interrogée sur les Français partis faire le djihad, elle demande la création de « centres de désendoctrinement », pour ceux qui sont rentrés en France car elle considère qu'il faut traiter les conversions au djihadisme comme des « dérives sectaires ». Selon elle, les djihadistes ont subi un « lavage de cerveau » et sont susceptibles d'endoctriner d'autres personnes s'ils ne sont pas pris en charge spécifiquement. « On ne peut pas, lorsque ces djihadistes reviendront en France, les traiter comme des prisonniers de droit commun », précise-t-elle.
Elle a également déposé à l'Assemblée nationale, le 27 novembre 2014, un projet de loi visant à renforcer la loi anti-burqa et créer un délit d'entrave pour ceux qui contournent la loi, en empêchant le paiement par un tiers des amendes infligées aux femmes verbalisées.
En octobre 2014, elle soutient la crèche Baby Loup, en butte à des difficultés financières, en appelant le département des Yvelines et la région Île-de-France à la subventionner.
Elle participe, en 2014, à l'ouvrage collectif Les 12 travaux de l'opposition. Nos projets pour redresser la France, coécrit avec les onze autres principaux ténors de l'UMP, afin de proposer des idées permettant de « redresser la France ». Valérie Pécresse écrit le chapitre consacré à l'éducation, où elle propose notamment de réformer le baccalauréat[réf. nécessaire][Comment ?].

### Présidente du conseil régional d'Île-de-France

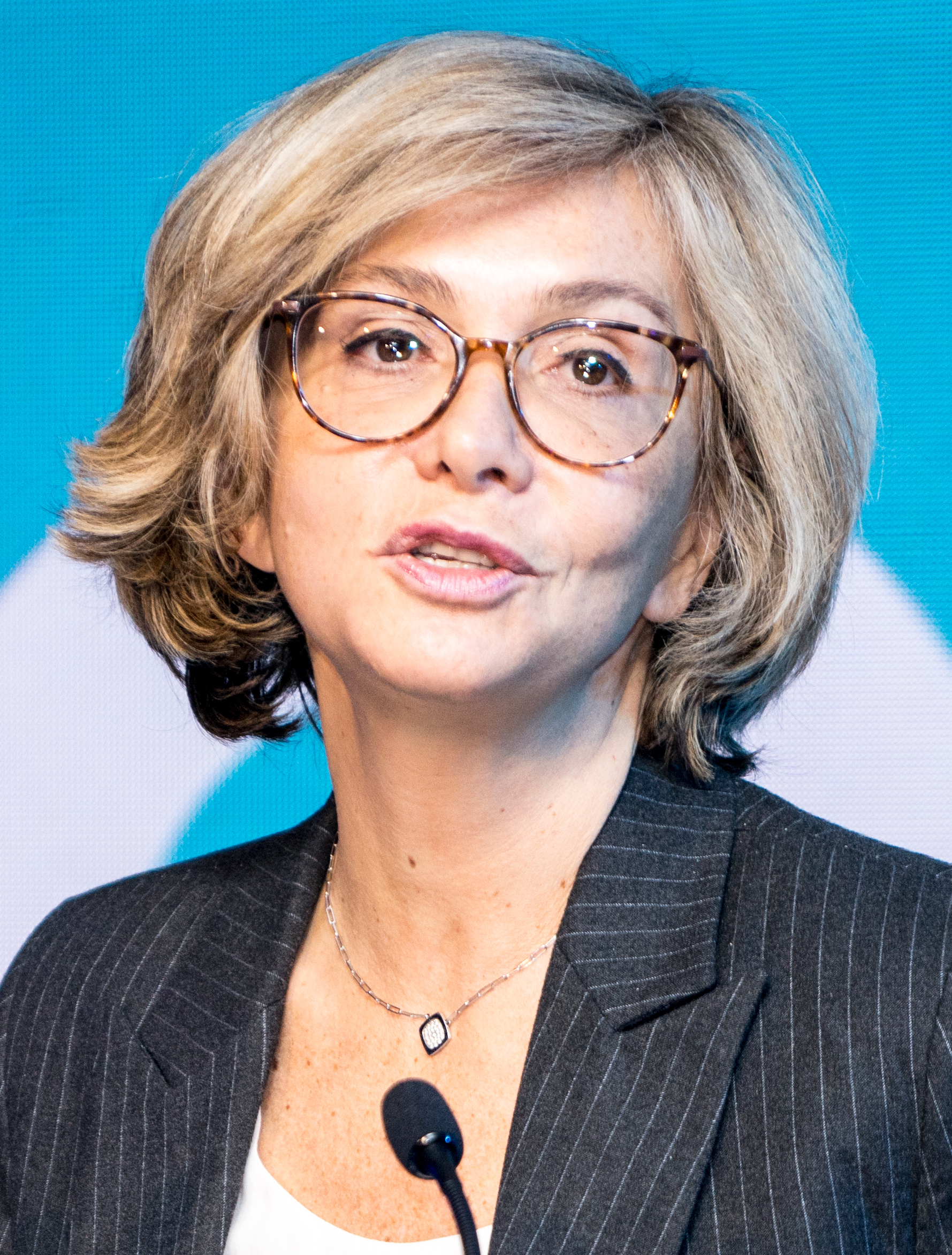
Valérie Pécresse en 2019.

Le 4 décembre 2014, elle est nommée, par le nouveau président du parti, Nicolas Sarkozy, coordinatrice pour les élections régionales et elle est tête de liste du parti Les Républicains pour l’Île-de-France qu'elle remporte au second tour face au candidat socialiste Claude Bartolone. Le 18 décembre 2015, elle devient la première femme présidente du conseil régional d'Île-de-France. Elle devient également présidente de l'établissement public foncier d'Île-de-France (EPFIF) le 31 mars 2016.
Après s'être engagée pendant la campagne électorale à maintenir une zone unique pour le passe Navigo malgré une perte de recettes estimée à 300 millions d'euros mais être compensée par de nouvelles recettes, elle envisage d'y renoncer ou une augmentation de 10 à 15 € par mois avant de trouver un accord avec l'État conservant la zone unique via une hausse progressive des tarifs pour les usagers et l’intégration de nouvelles ressources à la loi de finances 2017,. Revenant pour la deuxième fois sur sa promesse de ne pas augmenter le prix du Passe Navigo, celui-ci est porté à 75 euros en août 2017. À la suite des grèves contre le projet de réforme des retraites de l’hiver 2019-2020, elle obtient de la SNCF et de la RATP le remboursement du passe Navigo pour le mois de décembre 2019. Elle lance en 2023 une ouverture à la concurrence, décrite comme une privatisation par ses détracteurs, des bus de la région, auparavant exploités par la RATP. Elle suggère également de restreindre le droit de grève dans les transports.
Après un an de mandat, elle porte comme bilan d'avoir fait voter le déménagement du siège du conseil régional en banlieue, une déclaration de patrimoine des élus et un contrôle de leur assiduité, la suppression d'aides au transport pour les étrangers en situation irrégulière, la lutte contre la fraude dans les transports en commun, la réintroduction de bourses pour les bacheliers mention très bien, la création d'aides sociales pour les lycéens du privé, le développement de la vidéosurveillance au sein des lycées, des bus et des gares routières, les tests salivaires contre la drogue dans les lycées, la fin des aides aux logements sociaux pour les communes en comptant déjà 30 %, la substitution du pass contraception dans les lycées au profit d'une plateforme Internet, la fin des emplois tremplin, une hausse de trois euros du Passe Navigo pour financer la modernisation des rames de transports, la diminution des effectifs et au total 160 millions d'euros d'économie. Ses opposants lui reprochent de multiplier les annonces sans qu'elles ne soient toujours suivies d'effets et de s'attribuer dans sa communication la paternité de projets financés par l’État.

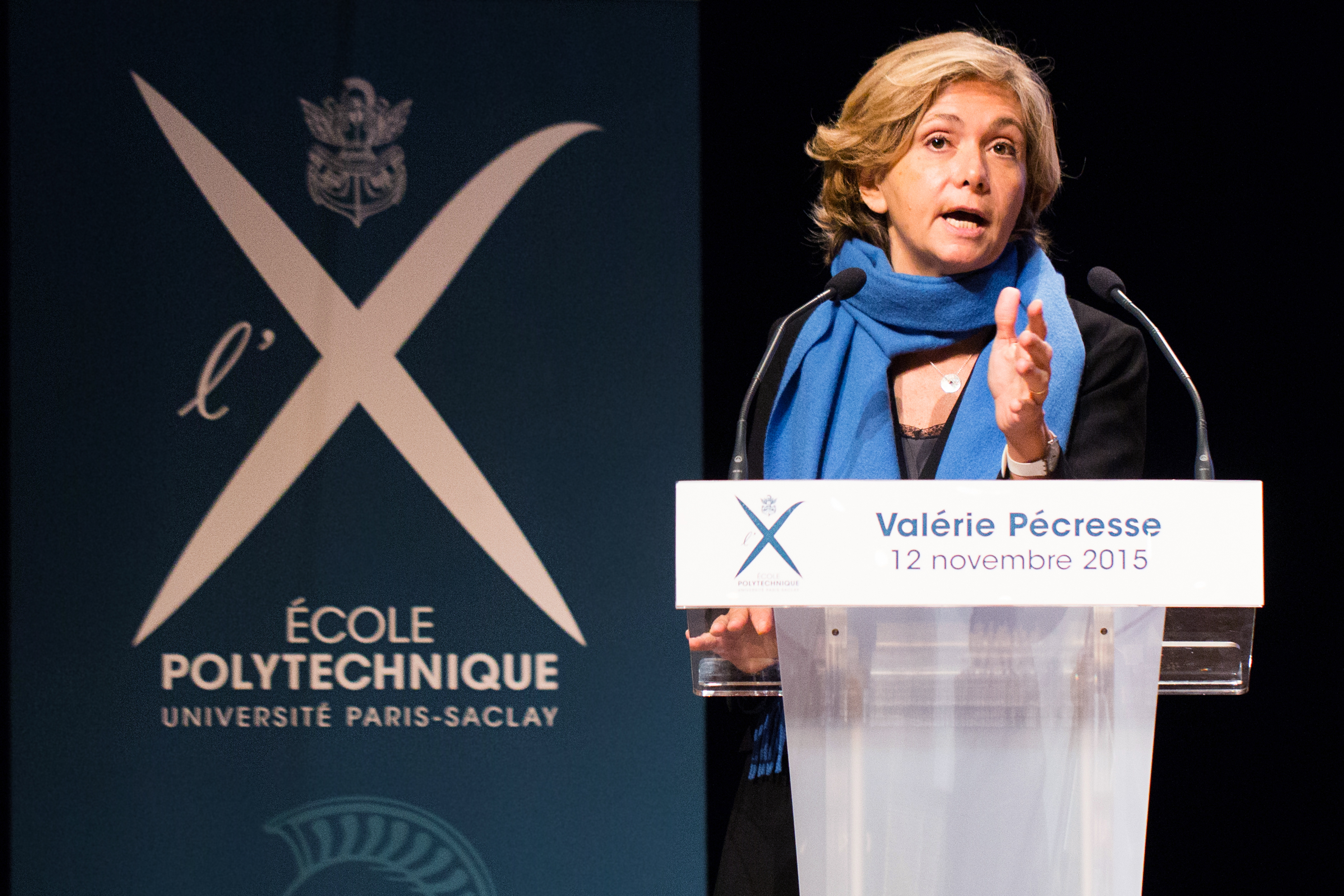
Valérie Pécresse lors d'une conférence à l'école Polytechnique en 2015.

Son action en matière d'écologie apparaît mitigée. Si certains progrès sont relevés, comme le développement des transports en commun et le soutien au RER Vélo, d'autres annonces ne se sont pas concrétisées. Concernant la qualité de l’air, la pollution moyenne a légèrement diminué en Île-de-France sur la période 2016-2020, mais ce progrès est principalement dû aux confinements pendant la pandémie de Covid-19, et les taux sont néanmoins restés largement supérieurs aux normes réglementaires et aux recommandations de l’Organisation mondiale de la santé. La région n'a pas tenu les engagements qu'elle avait pris en matière de réduction des émissions de gaz à effet de serre. L’Observatoire de la transition écologique des territoires a attribué à la région Île-de-France, pour le mandat 2016-2021, la note de 7,5 sur 20 pour sa politique environnementale et la situe à la septième place des treize régions.
En mars 2017, après la publication du livre-enquête Bienvenue Place Beauvau qui d'après le parti Les Républicains lève le voile sur la manière dont François Hollande utiliserait le ministère de l'Intérieur pour annihiler les chances de la droite à parvenir au second tour de l'élection présidentielle, elle porte à la connaissance du parquet national financier et du procureur de la République une douzaine de faits qui pourraient être qualifiés de délictueux,. Valérie Pécresse a également déposé plainte contre X le 30 mars 2017 auprès du parquet de Paris pour « violation du secret professionnel », « violation de l’enquête » et « recel de ces deux infractions ». Le parquet de Paris a ouvert une information judiciaire le 3 avril.
Elle est élue présidente de Grand Paris Aménagement le 28 novembre 2018.

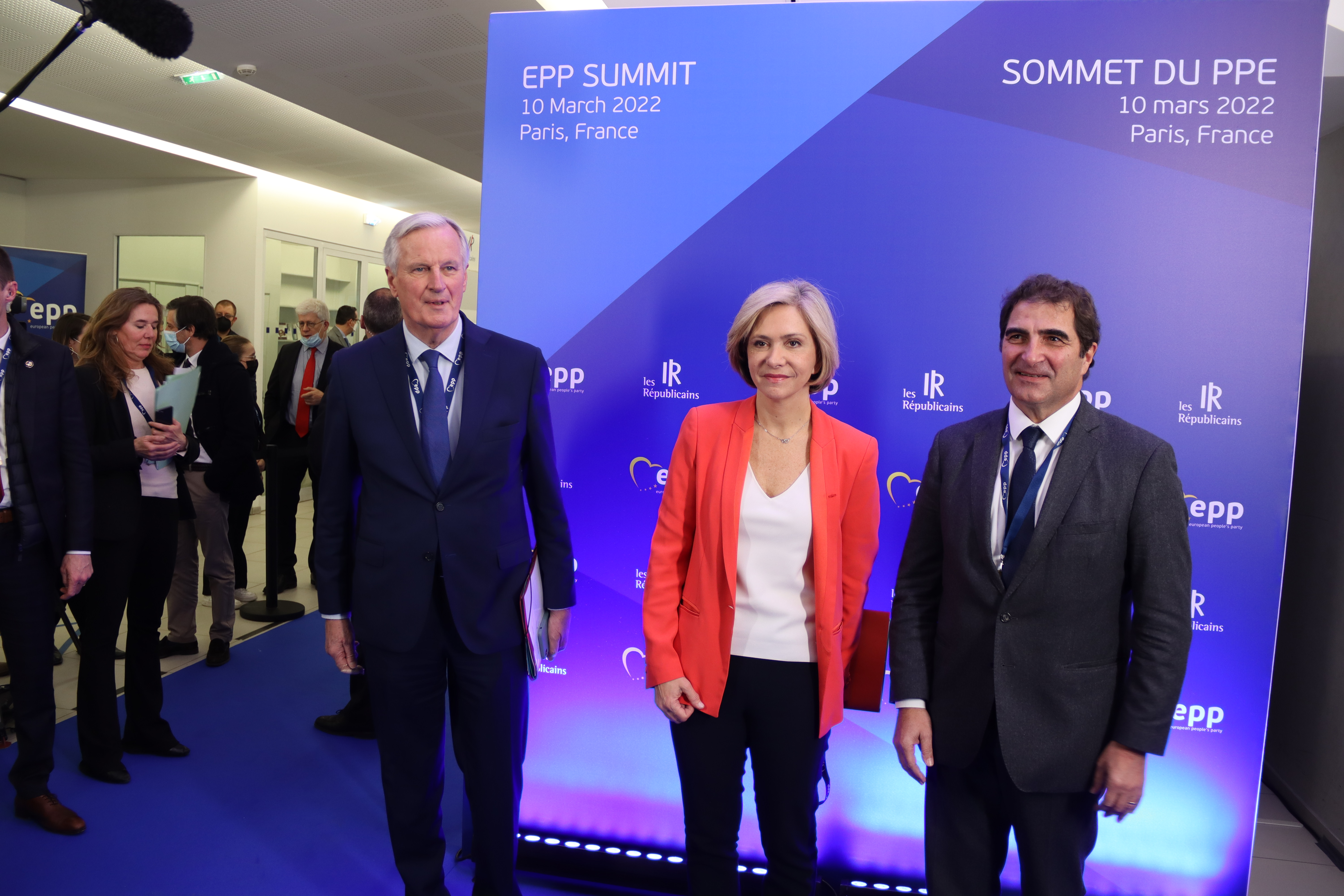
Valérie Pécresse en compagnie de Michel Barnier à gauche et Christian Jacob à droite lors du sommet du PPE en 2022.

En 2020, elle soutient la réalisation du RER Vélo et précise que la région peut participer à hauteur de 300 millions d’euros.
Figurant en sixième position sur la liste de Pascal Thévenot, maire sortant de Vélizy-Villacoublay, lors des élections municipales de 2020, elle est élue conseillère municipale et communautaire.
Elle est candidate à sa réélection à la suite des élections régionales de 2021 en Île-de-France, où sa liste l’emporte au second tour avec 45,9 % des suffrages, devant celles de gauche de Julien Bayou (33,7 %), du RN de Jordan Bardella (10,8 %) et de la majorité présidentielle menée par Laurent Saint-Martin (9,6 %). Le 2 juillet 2021, Valérie Pécresse est réélue présidente du conseil régional d'Île-de-France avec 125 voix, face à Paul Vannier (LFI), qui n'obtient que douze voix.
Le site Mediapart relève qu'elle fait fréquemment appel aux cabinets de conseil privés, pour un budget de 12 millions d’euros, alors que plusieurs de ses proches sont d'anciens consultants.
En 2024, Valérie Pécresse contribue à la mise en place de la tarification unique des transports en commun franciliens, effective le 1er janvier 2025, justifiant « une mesure de cohésion régionale ».

### Départ des Républicains et lancement de Soyons libres

Logo de Soyons libres.

Après avoir, dans un premier temps, soutenu François Fillon, elle soutient finalement Alain Juppé lors de la primaire présidentielle des Républicains de 2016. À la suite de la défaite de ce dernier lors de la primaire, elle rallie de nouveau François Fillon.
En juillet 2017, elle crée un mouvement au sein des Républicains, Soyons libres,, et se positionne comme une opposante au président du parti, Laurent Wauquiez. Tenante d'une ligne plus libérale[réf. nécessaire] et de droite europhile, elle dénonce le rétrécissement de la base électorale de LR. En 2018, elle soutient le second gouvernement Philippe au sujet de la loi relative à l'orientation et à la réussite des étudiants et de la réforme de la SNCF.
Elle quitte Les Républicains le 5 juin 2019, à la suite du mauvais score obtenu par la liste LR-Les Centristes aux élections européennes et avant la tenue d’une élection pour la présidence du parti pour laquelle elle était donnée possible candidate,. Pour justifier cette décision, elle invoque l'impossibilité de former une organisation politique élargie, affirmant que « le parti est cadenassé de l’intérieur, dans son organisation et dans ses idées ». Dans son sillage, plusieurs de ses proches quittent le parti, notamment Robin Reda et Florence Portelli pour rejoindre Soyons libres.

### Candidature à l'élection présidentielle de 2022
En juillet 2021, Valérie Pécresse annonce sa candidature à une hypothétique primaire de la droite en vue de l'élection présidentielle de 2022. Après l'annonce d'une élection lors d'un congrès en décembre, elle reprend sa carte au parti des Républicains.
Elle désigne Patrick Stefanini comme directeur de campagne,, après qu'il l'a été lors des élections régionales de 2015 en Île-de-France, Alain Minc et le leveur de fonds Arnaud de Montlaur,.
Le 4 décembre 2021, elle remporte la primaire interne face à Éric Ciotti, avec 60,95 % des voix exprimées. C'est la première fois que le parti est représenté par une femme dans la course à l'Élysée. Elle bénéficie du soutien de l'ensemble des candidats perdants au congrès (Xavier Bertrand, Michel Barnier, Philippe Juvin et Éric Ciotti),. Alors qu'elle s'est qualifiée au second tour du congrès LR en ayant devancé Michel Barnier de seulement 1 209 voix, Mediapart révèle qu'un élu francilien a mobilisé des centaines d'électeurs asiatiques, et ce alors même qu'elle se dit opposée au droit de vote des étrangers, et Libération dénonce la présence parmi les votants de la primaire républicaine de centaines d'adhérents fictifs. Le 7 mars 2022, elle est déclarée officiellement en lice pour la présidentielle , conséquence de l’obtention d’au moins 500 signatures d’élus.

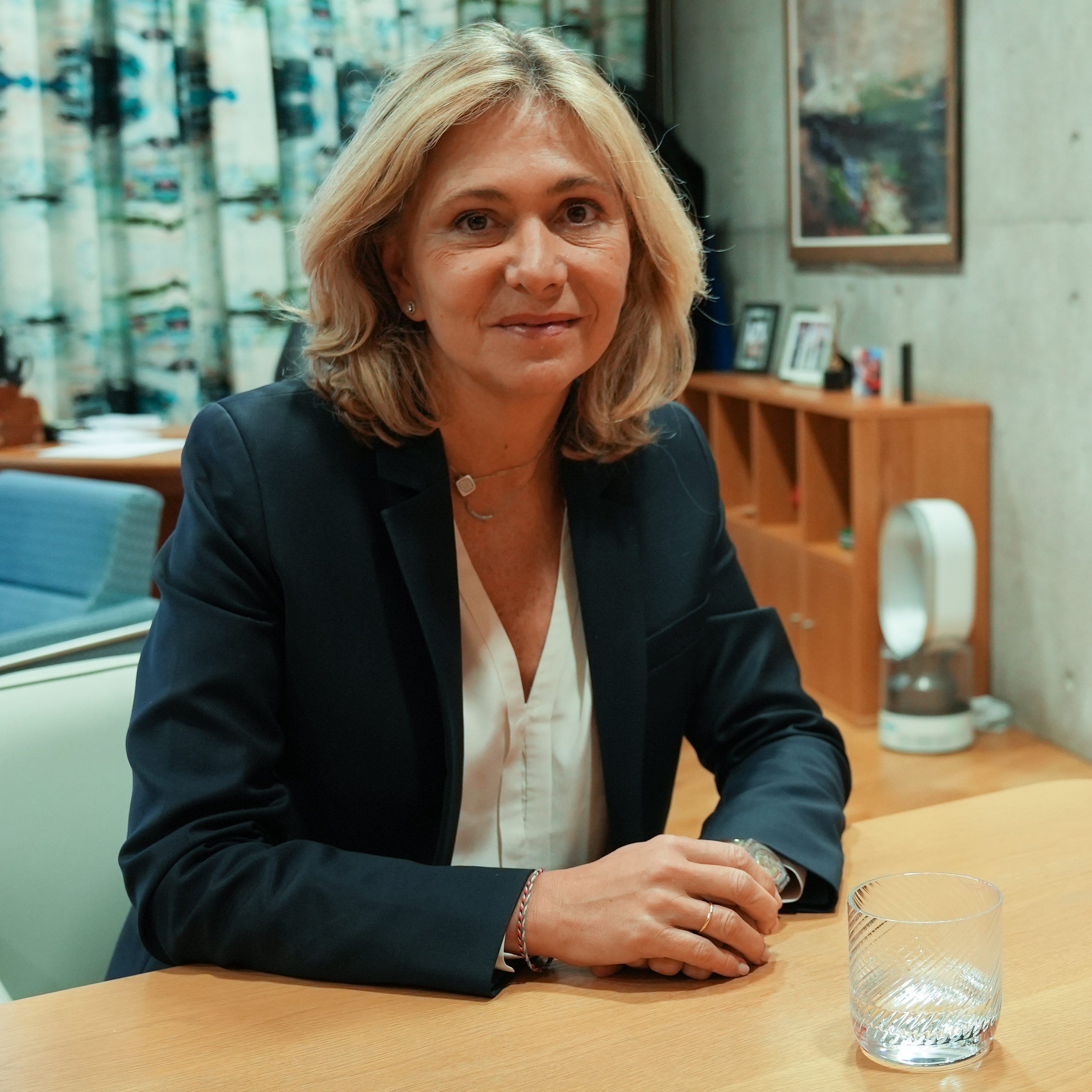
Valérie Pécresse en décembre 2022.

La grande réunion publique qu'elle tient à Paris le 13 février 2022 est l'objet de multiples railleries et critiques : elle est jugée ratée parmi ses propres alliés politiques, qualifiée, entre autres, de « naufrage » et décrit par Hervé Pata comme « l'un des plus mauvais de la Ve République » en matière de technique vocale. Au-delà de la forme, il lui est reproché y compris par son propre camp d’avoir utilisé dès les premières phrases de sa réunion publique la phraséologie d’extrême droite, avec les mots « grand remplacement » et « français de papier »,,. Le 8 mars, Babette de Rozières, une des « oratrices régionales » de Valérie Pécresse, se retire de l'organigramme en critiquant vivement le directeur de campagne Patrick Stefanini.
Au soir du premier tour de l’élection présidentielle, Valérie Pécresse est battue et recueille un score de 4,78% des suffrages en arrivant cinquième et avec moins du quart du score réalisé par François Fillon en 2017. Elle devient la candidate des Républicains ayant obtenu le pire résultat de l'histoire de la Ve République lors d'une élection présidentielle,. Elle appelle ses électeurs à voter pour Emmanuel Macron au second tour du 24 avril.
Les frais de campagne s'élèvent en tout à 7 millions d'euros, dont 2 millions sont épongés par LR. Avec moins de 5 % des suffrages, ceux-ci ne sont remboursés par l'État qu'à hauteur de 800 000 €. Selon Michel Barnier, LR a « la capacité de faire face » et à assurer sa charge. Valérie Pécresse, qui s'est endettée personnellement avec son mari, à hauteur de 5 millions d'euros, lance un appel aux dons afin de rembourser les 4,2 millions d’euros restant. Le 31 mai 2022, elle annonce que l'« objectif est atteint, l'appel aux dons est bouclé et le remboursement des frais de campagne aussi ».

### Retour à la vie politique régionale
Après son échec à la présidentielle, elle se consacre davantage à ses mandats régionaux et se met en retrait de la vie politique nationale. À l’été 2022, elle parvient à faire voter pour sa région un bouclier anti-inflation de 200 millions d'euros qui prévoit le gel du prix des cantines scolaires, ainsi que le doublement de l'aide au départ en vacances des personnes précaires. Justifiant cette demande par le besoin d’améliorer les transports dans la région Île-de-France, elle réclame à l’État la somme de 4 milliards d’euros.
Dans un entretien accordé au Parisien, en février 2023, Valérie Pécresse déclare avoir songé à quitter la vie politique après sa défaite à l’élection présidentielle de 2022. Elle estime n’avoir « pas réussi à créer un espace politique entre l’extrême droite et Emmanuel Macron ». Dans le contexte du mouvement social contre le projet de réforme des retraites, elle annonce le 6 mars 2023 déposer plainte au nom de la Région Île-de-France pour « incitation à la violence » à l’encontre du député NUPES Louis Boyard, qui appelait à « bloquer tous les lycées et toutes les universités du pays ».
Lors des émeutes et violences urbaines qui touchent la France en juin et juillet 2023, Valérie Pécresse annonce le 30 juin que la région Ile-de-France va débloquer 20 millions d'euros pour aider à réparer les biens publics ayant été dégradés.
Le 18 septembre 2023, dans une interview accordée à 20 minutes elle déclare vouloir un choc de décentralisation. Le 20 septembre 2023, elle présente ses 40 propositions à l'Etat afin que les régions acquièrent une autonomie plus importante. Parmi ses 40 propositions elle propose un SMIC régional qui serait 9% plus élevé qu’en province en justifiant que le coût de la vie est plus élevé en Île-de-France qu’en province.

### Élections législatives de 2024
Lors de la crise de 2024 au parti Les Républicains qui éclate dès l'annonce des élections législatives de 2024, elle signe une tribune dans Le Figaro avec Bruno Retailleau, Laurent Wauquiez, Michèle Tabarot, Annie Genevard, François Baroin, Christian Jacob et Michel Barnier pour rappeler que « la position exprimée par Éric Ciotti est une impasse, n'engage pas notre famille politique et ne représente en aucun cas la ligne des Républicains ».

### Relance de «Libres!» en 2025
Le mercredi 29 janvier 2025, dans le cadre d'un colloque organisé à la Maison de la Chimie sur le thème de la réforme de l'État, elle annonce le retour à l'action politique et médiatique de « Libres ! », son mouvement politique, en sommeil depuis l'élection présidentielle de 2022.

## Prises de position

### Économie
Se déclarant en faveur du libéralisme économique[réf. nécessaire], elle affirme en août 2021 qu'elle est « deux tiers Merkel, un tiers Thatcher ».
Dans le cadre de sa candidature à l'élection présidentielle de 2022, elle promet de diminuer les dépenses publiques et les impôts sur les entreprises et sur les donations successorales à travers quatre réformes majeures : la suppression de 200 000 postes administratifs dans la fonction publique avant d'en recréer 50 000 dans l’hôpital, l’éducation et la justice, le passage de l'âge légal de départ à la retraite de 62 à 65 ans, la fin des 35 heures, une plus forte dégressivité des allocations-chômage et le désengagement de l’État des entreprises concurrentielles dont il est actionnaire minoritaire,,,. Elle envisage aussi une diminution de la part patronale des cotisations sociales avec en contrepartie une augmentation de 10 % net des salaires jusqu'à 2,2 SMIC, ce qu'elle présente comme une « mesure pour le pouvoir d'achat », une baisse des impôts sur les transmissions de patrimoine, et souhaite conditionner le versement du RSA à quinze heures de travail hebdomadaire.

### Environnement
Elle présente lors de sa candidature à l'élection présidentielle un programme plus élaboré en matière d’environnement que ceux de ses prédécesseurs François Fillon et Nicolas Sarkozy, mettant l'accent sur la défense du nucléaire, l’électrification massive des transports et la rénovation énergétique, tout en dénonçant « l’écologie punitive » qui se traduirait par une hausse des taxes. La protection de l'environnement n'a cependant qu'une place secondaire dans son programme, et les associations écologistes ont regretté que ses propositions ne permettraient pas à la France de tenir ses engagements climatiques.
D’après The Shift Project, le projet de Valérie Pécresse reste ainsi « très éloigné » des objectifs fixés par la Stratégie nationale bas carbone et n’aborde pas « le changement des pratiques nécessaire à la préservation des sols et la réduction des émissions [et] la baisse de la consommation de produits carnés ». Le Réseau Action Climat (RAC) a également estimé que les mesures proposées « ne sont pas à la hauteur des enjeux ». Pour Jean-François Julliard, directeur de Greenpeace, son programme ne peut être qualifié d'écologiste puisqu’il « refuse de faire de la lutte contre le dérèglement climatique une priorité, en transformant en profondeur le système économique et les secteurs polluants ».

### Union européenne
Dans la ligne du parti Les Républicains, Valérie Pécresse défend le projet européen et prône une Union européenne « forte ». Celle-ci, bien que s’étant déclarée contre la supériorité du droit européen sur les droits nationaux des États membres qui découle pourtant des traités européens, est en faveur d’une ligne dure contre le Royaume-Uni, après le Brexit. Elle exprime pendant la campagne 2022 des positions relativement critiques contre Bruxelles et l'Allemagne dans le cadre européen.

### Concordat avec l’islam
En 2017, tout en dénonçant les prières de rue, elle prône la mise en place d'un concordat pour l'islam, assumant ainsi une entorse à la loi de séparation des Églises et de l'État et déclarant être opposée à l’idée d'une laïcité « laïcarde ». Dans le détail, ce concordat du XXIe siècle résulterait selon elle d'« un travail avec l'ensemble des responsables de l'islam de France pour que la loi de la République prévale toujours sur la loi religieuse ».

### Mariage homosexuel et droits LGBT
Opposée au projet de loi sur le mariage entre personnes de même sexe en France, elle participe aux différentes manifestations d'opposition au mariage homosexuel et à l'homoparentalité entre 2012 et 2013, notamment menée par La Manif pour tous. Elle préconise, si la loi est adoptée, de « démarier » les couples homosexuels en «[mettant] en place un statut d’union civile et de transférer les droits [du mariage] sur un statut d’union civile». Mais, après l'adoption de la loi en 2013, elle modifie son discours et affirme depuis 2014, que « si la droite revenait au pouvoir, elle n'abrogerait jamais le mariage pour tous, parce que c'est impensable humainement ».
En 2016, après son élection à la présidence de la région Île-de-France, elle nomme Caroline Carmantrand, une anti-mariage homosexuel, à la présidence de la commission famille et action sociale du conseil régional d'Île-de-France. Mais, après ce mandat, lors des élections régionales de 2021 en Île-de-France elle décide de ne pas la reconduire sur sa liste. En 2016 la région Île-de-France supprime ses subventions à la recherche sur le genre, les inégalités et les discriminations, ainsi que le char de la région lors de la marche des fiertés.
En 2021, elle se dit favorable à la PMA pour toutes à condition que les enfants nés d'une PMA aient accès à leurs origines.
En novembre 2024, elle fait suspendre la subvention de 20 000 euros au festival Chéries-Chéris suite à des accusations d'antisémitisme par Julia Layani.
Le 19 juin 2025, elle supprime une subvention de 25 000 euros non payé à destination de l'association Inter-LGBT suite à un amendement du Rassemblement National. Cette suppression fait suite à un autre retrait d'une subvention plus tôt dans le mois suite à une polémique sur l'affiche de la marche des fiertés de Paris de 2025.

### Sécurité
Elle se déclare favorable à la mise en place d'un système de reconnaissance faciale dans les transports. Dans le cadre de sa campagne présidentielle ainsi que lors des émeutes en juin et juillet 2023 elle propose d’abaisser la majorité pénale de 18 à 16 ans,.

### Dépistages du cannabis
En 2015, alors candidate pour les élections régionales en Île-de-France, elle propose d'instaurer des dépistages obligatoires du cannabis dans les lycées. Cette proposition fait l'objet de critiques concernant son application et son cadre légal. Valérie Pécresse souhaite alors faire encadrer légalement ce dispositif par SOS Drogues info service ; cependant, le dépistage ne fait pas partie des missions de ce groupement d'intérêt public. Les fédérations de parents d'élèves ont également souligné que, les tests salivaires constituant un dispositif médical, ils nécessiteraient légalement l'accord des parents mais aussi le consentement exprès des mineurs. Finalement, le préfet de région, Jean-François Carenco, désavoue cette mesure, après un examen du cadre légal des actes administratifs.

### Immigration
En 2021, elle prône une approche plus restrictive sur la question de l’immigration en France, voyant celle-ci comme un « défi de société majeur ». Elle suggère notamment l'instauration de plafonds maximum annuels d'immigration et des conditions plus strictes pour la délivrance d'un titre de séjour, comme le fait de posséder des « ressources suffisantes » (dont le montant serait rehaussé de 25 %), la « maîtrise de la langue française » et le « respect de la laïcité et des valeurs de la République ». Enfin, elle souhaite exclure les personnes résidant en France depuis moins de cinq ans des dispositifs d'aide sociale non contributive .

### Affaire Fillon

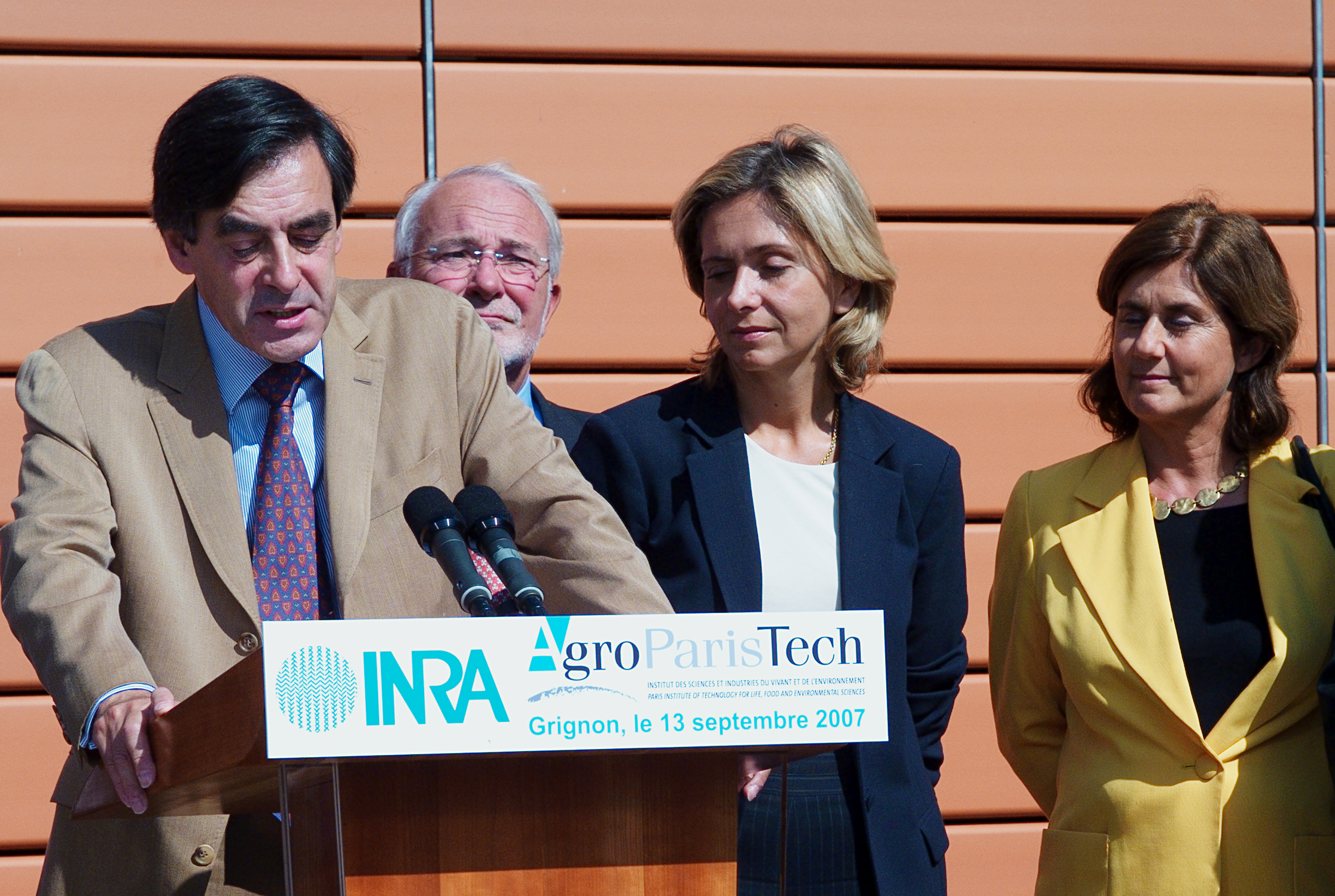
Valérie Pécresse, avec François Fillon à droite, à Agro Paris Tech en 2007.

Dans le cadre de l'affaire Fillon, Valérie Pécresse apporte son soutien à François Fillon. Elle dénonce « une manœuvre politique » et s'interroge sur « la rapidité époustouflante » avec laquelle la justice s'est saisie de l'affaire, précisant que « personne n'est dupe »,.
Après la condamnation de François Fillon en première instance à deux ans de prison ferme, Valérie Pécresse déclare qu'« on ne peut pas résumer toute la carrière et tout ce que François Fillon a apporté à la France, à cette décision ».

## Polémiques

### Affaire Alstom
En février 2022, une enquête médiatique instaurée par les médias Marianne et Le Canard Enchaîné révèle que le couple Pécresse aurait touché « à hauteur de 1,7 million d'euros » en primes, variables et retraites divers,.
En effet, Jérome Pécresse, président d'Alstom Renouvelables, avait touché en 2015 une rémunération totale de 722 000 euros (soit 822 000 euros -100 000 euros de pertes dans la vente d'actions) ainsi qu'une retraite-chapeau d'un million d'euros supplémentaires grâce à la vente à General Electric.
Plusieurs médias et personnalités politiques reprochent ainsi à Valérie Pécresse de s'être « enrichie par un groupe étranger » tout en ayant affirmé le 10 janvier sur France Info qu'elle ne travaillerait jamais pour des intérêts étrangers,,,.
Le 21 février 2022, les élus écologistes d'Île-de-France Mobilités (IdFM) ont annoncé porter plainte et saisir le procureur de la République du parquet de Paris contre Valérie Pécresse pour « prise illégale d'intérêts ».
Le 10 mai 2023, l’enquête préliminaire ouverte par le PNF classe l’affaire sans suites.

### Recours à de faux militants
Lors de sa première grande réunion publique depuis qu'elle a quitté Les Républicains, à Brive-la-Gaillarde le 31 août 2019, il lui est reproché l'affrètement de prétendus soutiens qui se sont avérés être des personnes rassemblées par des associations communautaires (asiatiques, berbères, serbes, d'outre-mer…) financées par la région qu'elle dirige, et enrôlées pour faire nombre,.

### Fraude lors de la primaire du parti
Dans une enquête reprise par plusieurs médias,,, le journal Libération accuse Valérie Pécresse de « manœuvres frauduleuses visant à gonfler le corps électoral » lors de la primaire du parti Les Républicains.
Il y est notamment fait allusion à des votes provenant d'adhérents fictifs, décédés, ayant suivi des consignes, et même un chien appelé Douglas. Le propriétaire du chien, un adhérent soutien d'Éric Ciotti résidant de la région PACA, a affirmé vouloir « tester, pour voir si c’était faisable ».
Certains votants, interrogés par les journalistes, « ne parviendraient pas à donner la moindre information sur le parti de droite ou sur Valérie Pécresse », ou auraient adhéré « à la demande d'un ami ».
Valérie Pécresse dénonce une « manipulation grotesque », et le parti LR annonce saisir le procureur de la République de Paris contre Libération.

### Suspension des financements à Sciences-Po Paris
Le 29 avril 2024, Valérie Pécresse alors présidente de la région Île-de-France annonce la suspension du financement de Science Po Paris à la suite des manifestations propalestiniennes. Ces dernières immobilisent l'école en soutien au peuple palestinien dans le contexte de la crise israélo-palestinienne de 2023 et s'étendent à d'autres établissements de l'enseignement supérieur en France après les campus américains. Elle motive sa décision jusqu'à que « sérénité et sécurité » soient rétablis dans la grande école tout en souhaitant un « sursaut d’autorité » de l'État. La région verse pour le contrat de plan État-région de 2024 une subvention d'un million d'euros à l'école pour un budget total de 200 millions d'euros.
À la suite de cette décision, plusieurs voix s’élèvent pour dénoncer un deux poids, deux mesures avec le maintien de la subvention au lycée privé Stanislas,. Un rapport de l'Inspection générale de l'éducation, du sport et de la recherche rendu public début d'année y constate des cours religieux obligatoires, des propos homophobes et misogynes courants ainsi que des contournements de la plateforme Parcoursup. Si la mairie de Paris demande alors à l'État de déconventionner l’établissement privé sauf mise en conformité, Valérie Pécresse décide de maintenir la subvention citant une obligation légale et l’absence d’enquête administrative.

## Publications
- Être une femme politique… c'est pas si facile !, éditions de l'Archipel, 2007  (ISBN 2-8418-7913-5 et 978-2-8418-7913-7) Elle défend notamment la garde alternée et la création d'une « contribution sociale pour la garde d'enfants ».
- Mieux articuler vie familiale et professionnelle (rapport au Premier ministre), La Documentation française, 2007  (ISBN 2-1100-6620-2 et 978-2-1100-6620-6)
- Et si on parlait de vous ?, Paris, éditions de L'Archipel, 2010  (ISBN 978-2-8098-0233-7)
- Controverses. Université, science et progrès, avec Axel Kahn, Paris, NiL Éditions, 2011  (ISBN 978-2-84111-547-1)
- Réformer, Études 9/2011 (tome 415), pp. 173-184 [lire en ligne]
- Après le bac, mode d'emploi, Paris, Plon, 2012
- Voulez-vous vraiment sortir de la crise ?, Paris, éditions Albin Michel, 2013  (ISBN 978-2-226-24856-5) Livre d’inventaire et de propositions revenant sur son expérience ministérielle et proposant des pistes de réformes pour la France. Dans cet ouvrage vendu à 10 000 exemplaires, elle se fait l’avocate d’une droite réformatrice qui ne se concentre pas sur la conquête mais sur l’exercice du pouvoir[204].
- Et c'est cela qui changea tout, avec Marion Van Renterghem, éditions Robert Laffont, 2019[205]
- Le temps est venu , collection Bouquins, 2022  (ISBN 978-2-38292-237-8)

## Distinctions

### Décoration française
Valérie Pécresse est nommée au grade de chevalier dans l'ordre national de la Légion d'honneur le 13 juillet 2019 au titre de « ancienne ministre, présidente du conseil régional d'Île-de-France ; 27 ans de services ». Faite chevalier de l'ordre le 11 octobre 2019, elle est promue au grade d'officier, à titre exceptionnel, le 29 janvier 2025 au titre de « ancienne ministre, ancienne députée, présidente du conseil régional d'Ile-de-France, présidente d'une société de transports en commun ».

### Décoration du Comité international olympique
Le 12 août 2024, elle est titulaire de l'ordre olympique, échelon argent, par le Comité international olympique.

### Décorations étrangères
Le 27 décembre 2011, Valérie Pécresse est nommée au grade de grand officier dans l'ordre du Mérite de la République italienne. Le 28 février 2018, elle est décorée dans l'ordre national de Côte d'Ivoire au grade de commandeur. Le 3 novembre 2021, le gouvernement du Japon publie sa décoration « dans l’ordre du Soleil levant Rayons d'or en sautoir ; pour sa contribution à la compréhension mutuelle, à la promotion des échanges entre les collectivités locales et aux relations culturelles entre le Japon et la France ».

### Doctoratshonoris causa
Valérie Pécresse est docteur honoris causa de l'université Cheikh-Anta-Diop de Dakar en 2015 et de l'université des Lagunes d'Abidjan en 2018.

### Prix
Le 10 février 2022 elle reçoit le prix de « personnalité politique de l’année 2021 » décerné par le prix du Trombinoscope.

## Synthèse des résultats électoraux

### Élections législatives
| Année | Parti  | Parti | Circonscription | 1er tour | 1er tour | 1er tour | 2d tour | 2d tour | 2d tour | Issue |
| Année | Parti  | Parti | Circonscription | Voix     | %        | Rang     | Voix    | %       | Rang    | Issue |
| ----- | ------ | ----- | --------------- | -------- | -------- | -------- | ------- | ------- | ------- | ----- |
| 2002  |        | UMP   | 2e des Yvelines | 21 368   | 42,64    | 1re      | 29 248  | 65,11   | 1re     | Élue  |
| 2007  | 26 964 | UMP   | 2e des Yvelines | 54,80    | 1re      |          |         |         | Élue    |       |
| 2012  | 23 931 | UMP   | 2e des Yvelines | 46,30    | 1re      | 28 687   | 58,67   | 1re     | Élue    |       |

### Élections régionales

#### Élection primaire
| Année | Parti | Parti | Région        | 1er tour | 1er tour | Issue    |
| Année | Parti | Parti | Région        | %        | Rang     | Issue    |
| ----- | ----- | ----- | ------------- | -------- | -------- | -------- |
| 2009  |       | UMP   | Île-de-France | 59,90    | 1re      | Désignée |

#### Scrutin régional
Les résultats ci-dessous concernent uniquement les élections où elle est tête de liste.
| Année | Parti               | Parti                                                     | Région        | 1er tour | 1er tour | 1er tour  | 2d tour   | 2d tour | 2d tour   | Sièges obtenus |
| Année | Parti               | Parti                                                     | Région        | Voix     | %        | Rang      | Voix      | %       | Rang      | Sièges obtenus |
| ----- | ------------------- | --------------------------------------------------------- | ------------- | -------- | -------- | --------- | --------- | ------- | --------- | -------------- |
| 2010  |                     | UMP-NC                                                    | Île-de-France | 802 123  | 27,76    | 1re       | 1 314 699 | 43,31   | 2e        | 67 / 209       |
| 2015  | LR-UDI-MoDem-NC-PCD | 962 119                                                   | Île-de-France | 30,51    | 1re      | 1 629 410 | 43,80     | 1re     | 121 / 209 |                |
| 2021  |                     | LR-SL-DVD-UDI-MR-MoDem diss.-LC-Agir-Horizons-MEI-UCE-LFV | Île-de-France | 785 576  | 36,19    | 1re       | 1 076 828 | 45,92   | 1re       | 125 / 209      |

### Élection présidentielle

#### Primaire LR de 2021
| Année | Parti | Parti | 1er tour | 1er tour | 1er tour | 2d tour | 2d tour | 2d tour | Issue    |
| Année | Parti | Parti | Voix     | %        | Rang     | Voix    | %       | Rang    | Issue    |
| ----- | ----- | ----- | -------- | -------- | -------- | ------- | ------- | ------- | -------- |
| 2021, |       | LR    | 28 179   | 25,00    | 2e       | 69 326  | 60,95   | 1re     | Désignée |

#### Scrutin présidentiel de 2022
| Année | Parti | Parti        | 1er tour  | 1er tour | 1er tour |
| Année | Parti | Parti        | Voix      | %        | Rang     |
| ----- | ----- | ------------ | --------- | -------- | -------- |
| 2022  |       | LR-SL-UDI-LC | 1 679 001 | 4,78     | 5e       |